# Needham (Massachusetts)
Needham è un comune degli Stati Uniti d'America facente parte della contea di Norfolk nello stato del Massachusetts.
Si trova circa 12 km a est di Boston.